# Chantal van den Broek-Blaak
Chantal van den Broek-Blaak (ur. 22 października 1989 w Rotterdamie) – holenderska kolarka szosowa i torowa, mistrzyni świata w wyścigu ze startu wspólnego (2017).

## Kariera
Pierwszy sukces w karierze Chantal Blaak osiągnęła w 2008 roku, kiedy zdobyła srebrny medal w wyścigu ze startu wspólnego podczas uniwersyteckich mistrzostw świata. W tej samej konkurencji zdobyła złoty medal na rozgrywanych rok później mistrzostwach Europy do lat 23. Największy sukces odniosła jednak w 2014 roku, kiedy wspólnie z koleżankami z zespołu Team Specialized–lululemon wywalczyła złoty medal w drużynowej jeździe na czas na szosowych mistrzostwach świata w Ponferradzie. Kilkakrotnie zdobywała medale mistrzostw Holandii w różnych kategoriach wiekowych, zarówno na torze jak i na szosie. Nie brała udziału w igrzyskach olimpijskich. W 2015 roku przeszła do zespołu Boels Dolmans Cycling Team.

## Najważniejsze osiągnięcia
2009
- 3. miejsce w Ronde van Drenthe

2012
- 2. miejsce w Ronde van Gelderland

2014
- 1. miejsce Open de Suède Vårgårda
- 1. miejsce w Drentse 8
- 1. miejsce na 5. etapie Energiewacht Tour

2015
- 1. miejsce w Le Samyn des Dames
- 1. miejsce w RaboRonde Heerlen
- 1. miejsce na 3. etapie Emakumeen Euskal Bira
- 2. miejsce w Omloop van het Hageland

2016
- 1. miejsce w Le Samyn des Dames
- 1. miejsce w Ronde van Drenthe
- 1. miejsce w Gandawa-Wevelgem
- 1. miejsce w mistrzostwach świata (jazda druż. na czas)
- 2. miejsce w Omloop Het Nieuwsblad
- 3. miejsce w Ronde van Vlaanderen
- 1. miejsce na 2. etapie Energiewacht Tour
- 1. miejsce w Holland Ladies Tour

2017
- 3. miejsce w Ronde van Vlaanderen
- 2. miejsce w mistrzostwach świata (jazda druż. na czas)
- 1. miejsce w mistrzostwach świata (start wspólny)

2018
- 2. miejsce w Trofeo Alfredo Binda
- 2. miejsce w Healthy Ageing Tour
  - 1. miejsce na 4. etapie
- 1. miejsce w Amstel Gold Race
- 1. miejsce w mistrzostwach Holandii (start wspólny)
- 1. miejsce na 5. etapie Holland Ladies Tour
- 2. miejsce w mistrzostwach świata (jazda druż. na czas)

2019
- 1. miejsce w Omloop Het Nieuwsblad
- 2. miejsce w Ronde van Drenthe
- 2. miejsce w igrzyskach europejskich (jazda ind. na czas)

2020
- 1. miejsce w Le Samyn des Dames
- 1. miejsce w Ronde van Vlaanderen

2021
- 1. miejsce w Strade Bianche Donne
- 1. miejsce w Dwars door het Hageland
- 1. miejsce w Holland Ladies Tour
- 1. miejsce w Drentse Acht van Westerveld

2022
- 3. miejsce w Ronde van Vlaanderen

2024
- 1. miejsce w mistrzostwach Holandii (start wspólny)

## Rankingi
| Rok            | 2009 | 2010 | 2011 | 2012 | 2013 | 2014 | 2015 | 2016 | 2017 | 2018 | 2019 | 2020 | 2021 | 2022 | 2023 | 2024 |
| -------------- | ---- | ---- | ---- | ---- | ---- | ---- | ---- | ---- | ---- | ---- | ---- | ---- | ---- | ---- | ---- | ---- |
| Ranking UCI    | 24.  | 36.  | 25.  | 84.  | 49.  | 22.  | 37.  | 9.   | 12.  | 16.  | 39.  | 16.  | 21.  | 45.  | -    | 313. |
| Puchar Świata  | 18.  | 12.  | 18.  | 113. | 23.  | 9.   | 34.  |      |      |      |      |      |      |      |      |      |
| UCI World Tour |      |      |      |      |      |      |      | 4.   | 14.  | 12.  | 31.  | 16.  | 9.   | 26.  | -    | 266. |
|                |      |      |      |      |      |      |      |      |      |      |      |      |      |      |      |      |
| Źródło: UCI    |      |      |      |      |      |      |      |      |      |      |      |      |      |      |      |      |